# Tramwaje w Ust-Ilimsku
Tramwaje w Ust-Ilimsku – system komunikacji tramwajowej w rosyjskim mieście Ust-Ilimsk działający w latach 1988–2022. Jako jedno z niewielu na terenie dzisiejszej Rosji miast miało trasę szybkiego tramwaju.

## Historia
Tramwaje w Ust-Ilimsku zbudowano dla dowozu pracowników do kombinatu przerobu drewna i uruchomiono w roku 1988. Uruchomione tramwaje od początku były elektryczne i szerokotorowe (1524 mm). W planach była budowa linii do dworca kolejowego. Tramwaje kursowały do końca 2022 roku.

## Tabor
W Ust-Ilimsku od początku eksploatowany był typ tramwajów KTM-5, których dostarczono w sumie 75 wagonów, z czego w 2022 jeździło 48 wagonów. Tabor techniczny składał się z 6 tramwajów (KTM-5 – 3 wagony, VTK-01 – 1 wagon, TK-28 – 1 wagon).